# VR-Baureihe H8
Die VR-Baureihe H8 waren Mehrzwecklokomotiven der Finnischen Staatsbahn Valtionrautatiet (VR) mit der Achsfolge 2’C. Die Lokomotiven wurden ab 1915 von Lokomo in Tampere und Tampella in Tampere gebaut.

## Geschichte
Die Lokomotiven der Baureihe H8 waren sehr leistungsfähige Mehrzwecklokomotiven für das finnische Breitspurnetz. Die Nr. 575 aus der Baureihe H8 war die erste Lokomotive, die in den Lokomo-Werken in Tampere hergestellt wurde. Einige andere Maschinen entstanden in den Tampella-Werken in Tampere.
Die Maschinen der H8 hatten eine zulässige Verkehrsgeschwindigkeit von 95 km/h. Die H8 bespannten alle über größere Entfernungen verkehrenden finnischen Personenzüge.

## VR-Baureihe Hv1
Im Oktober 1942 führte die VR ein neues Bezeichnungssystem ein. Damit wurden die bisher als H8 bezeichneten Lokomotiven in die neue Baureihe Hv1 eingeordnet.
Die VR musterte die letzten Hv1 1967 aus.
Die verkehrsreichste Strecke Finnlands war die 160 km lange Verbindung Helsinki–Tampere. Sie wurde in knapp unter drei Stunden zurückgelegt.
Darin waren alle Versorgungsaufenthalte und Kreuzungshalte miteinbegriffen.